# John Donahoe
John Joseph Donahoe II, född 30 april 1960, är en amerikansk företagsledare som är styrelseordförande för Paypal sedan 2015 och president och VD för Nike sedan 2020.
Han har tidigare arbetat som VD för Bain & Company (1999–2005); president och VD för Ebay (2008–2015) och president och VD för Service Now (2017–2019).
Donahoe avlade en kandidatexamen i nationalekonomi vid Dartmouth College och en master of business administration vid Stanford Graduate School of Business.
Han är gift med Eileen Donahoe, som var USA:s ambassadör för mänskliga rättigheter vid Förenta nationerna (FN) mellan 2010 och 2013.